# Османське міжправління (1402-1413)
Османське міжправління (тур. Fetret Devri) — період в історії  Османської імперії, коли держава не мала єдиного правителя. Період міжправління почався в 1402 після поразки османів в Ангорській битві і смерті султана Баязида I в полоні у Тамерлана. З 1402 по 1413 роки між чотирма синами Баязида I йшла запекла  боротьба за владу, переможцем з якої вийшов наймолодший син султана Мехмед I.

## Історія
Після полону та смерті султана Баязида I троє його синів розділили осколки імперії: в Едірне проголосив себе султаном старший син Сулейман (1402—1410), який захопив владу над османськими володіннями на  Балканському півострові, в  Бурсі — Іса, в східній Анатолії — молодший син  Мехмед, якого підтримав Муса. Багато з підкорених османами анатолійських бейликів знову оголосили себе незалежними.
Мехмед в 1405-1406 вів війну проти Іси та захопив Бурсу, після чого відправив старшого брата  Мусу в  Румелію битися з Сулейманом. Муса досяг успіху, але сам оголосив себе султаном і захопив європейські володіння османів.
У 1411 Мехмед включився в боротьбу за Румелию за підтримки  візантійського імператора  Мануїла II, який на своїх кораблях переправив османську армію з Анатолії під Фракію. Перші битви між братами не принесли жодному з них успіху, а незабаром Мехмед повернувся в Анатолію, щоб захиститися від бея Айдина. Перемігши ворога, він повернувся до Європи і у 1413 розбив армію Муси, який втік до  Валахії та незабаром загинув. Всі османські володіння знову об'єдналися під владою одного султана.